# Guadalupe-Orden

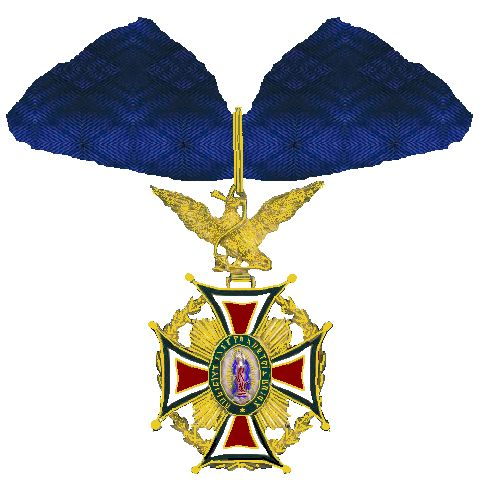
Guadalupe-Orden, Version von 1853

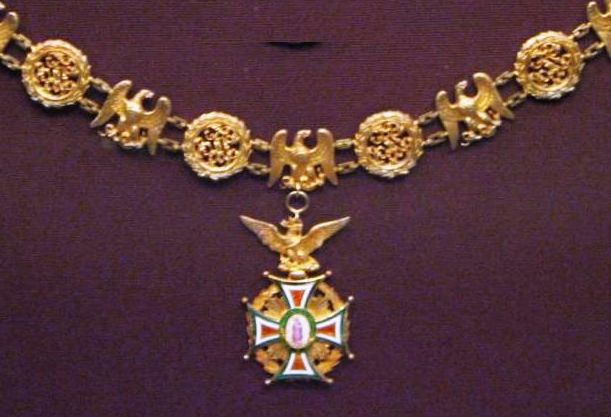
Collane, Version von 1853

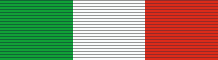
Ordensband im Kaiserreich

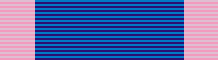
Ordensband in der Zeit der Republik

Der Guadalupe-Orden (spanisch Orden de Guadalupe) war ein mexikanischer  Verdienstorden, dessen Geschichte eng mit dem Kaiserreich verbunden ist.

## Geschichte
Der Guadalupe-Orden wurde 1822 vom mexikanischen Kaiser Augustin I. gestiftet und trug ursprünglich den Namen Orden unserer lieben Frau von Guadalupe (span. Orden Nacional de Nuestra Señora de Guadalupe). Ordenspatronin war Unsere Liebe Frau von Guadalupe. Am 11. November 1853 wurde der Guadalupe-Orden  von Präsident Antonio López de Santa Anna erneuert, um die Erinnerung an die mexikanische Unabhängigkeit zu verewigen. Der mexikanische Kaiser Maximilian I. gab dem Orden am 10. April 1865 letztmals neue Statuten. Seit Maximilians Tod 1867 wird der Orden nicht mehr verliehen.

## Ordensklassen
Der Orden bestand aus fünf Klassen und die Zahl der Mitglieder war limitiert, wobei Ausländer nicht unter die Beschränkung fielen.
- Großkreuz – 30 Mitglieder
- Großoffizier – 100 Mitglieder
- Komtur – 200 Mitglieder
- Offizier – 500 Mitglieder
- Ritter – unbeschränkt

## Ordensdekoration
Nach den Statuten von 1853 war das Ordenszeichen ein goldenes vierarmiges Kreuz mit dunkelrotem, weißumsäumtem Email, in der Mitte eine grüne Ellipse mit dem Bild der heiligen Jungfrau und der Umschrift Religion, Independencia, Union (Religion, Unabhängigkeit, Einigkeit), auf der Rückseite Al patriotismo heroico (Für heldenmütige Vaterlandsliebe). Zwischen den Flügeln Strahlen und ein Goldkranz, darüber ein Adler mit einer Opuntie.
Der Bruststern ist achtstrahlig und besteht aus Gold mit daraufliegendem Kreuz. Das Band des Guadalupe-Ordens war nach Nach den Statuten von 1853 dunkelblau mit violetten Bordstreifen. Die Kette des Großkreuzes, die nur bei großen Festlichkeiten getragen wurde, bestand abwechselnd aus dem oben beschriebenen Adler und innerhalb der goldenen Kränze aus Lorbeer- und Palmzweigen aus den Initialen des Stifters A I.

## Museale Rezeption
Eine Collane des Guadalupe-Ordens aus dem Besitz Kaiser Maximilians ist in der Wiener Schatzkammer ausgestellt.